# Ouratea kanukuensis
Ouratea kanukuensis är en tvåhjärtbladig växtart som beskrevs av Claude Henri Léon Sastre. Ouratea kanukuensis ingår i släktet Ouratea och familjen Ochnaceae. Inga underarter finns listade i Catalogue of Life.